# Elaeocarpus polycarpus
Elaeocarpus polycarpus là một loài thực vật có hoa trong họ Côm. Loài này được Stapf ex Ridl. mô tả khoa học đầu tiên năm 1938.